# Dielektricitetskonstant
Dielektricitetskonstanten er en betegnelse på virkningsgraden af et dielektrikum, der er en betegnelse for materialer, som ikke leder elektrisk strøm. Al elektrisk isolering kan i princippet kaldes dielektrika, men dielektricitetskonstanten giver særlig mening i designet af en elektrisk kondensator, hvor dielektrikummet danner det isolerende lag mellem kondensatorens to plader. Alt efter det valgte materiales dielektricitetskonstant kan kondensatoren fremstilles enten fysisk lille, med høj kapacitet eller med høj mærkespænding. 
Ved designet af et koaksialkabel spiller dielektricitetskonstanten i det valgte isolationsmateriale også ind, og sammen med kablets fysiske mål afgør den kablets impedans og løbetid.